# Obrimona
Obrimona là một chi nhện trong họ Linyphiidae.